# 岡崎市制70周年記念博覧会
岡崎市制70周年記念博覧会（おかざきしせい70しゅうねんきねんはくらんかい）は、岡崎市において、岡崎市制70周年を記念して1987年（昭和62年）3月21日から5月17日まで開催された博覧会。「葵博」の愛称でも親しまれた。

## 沿革

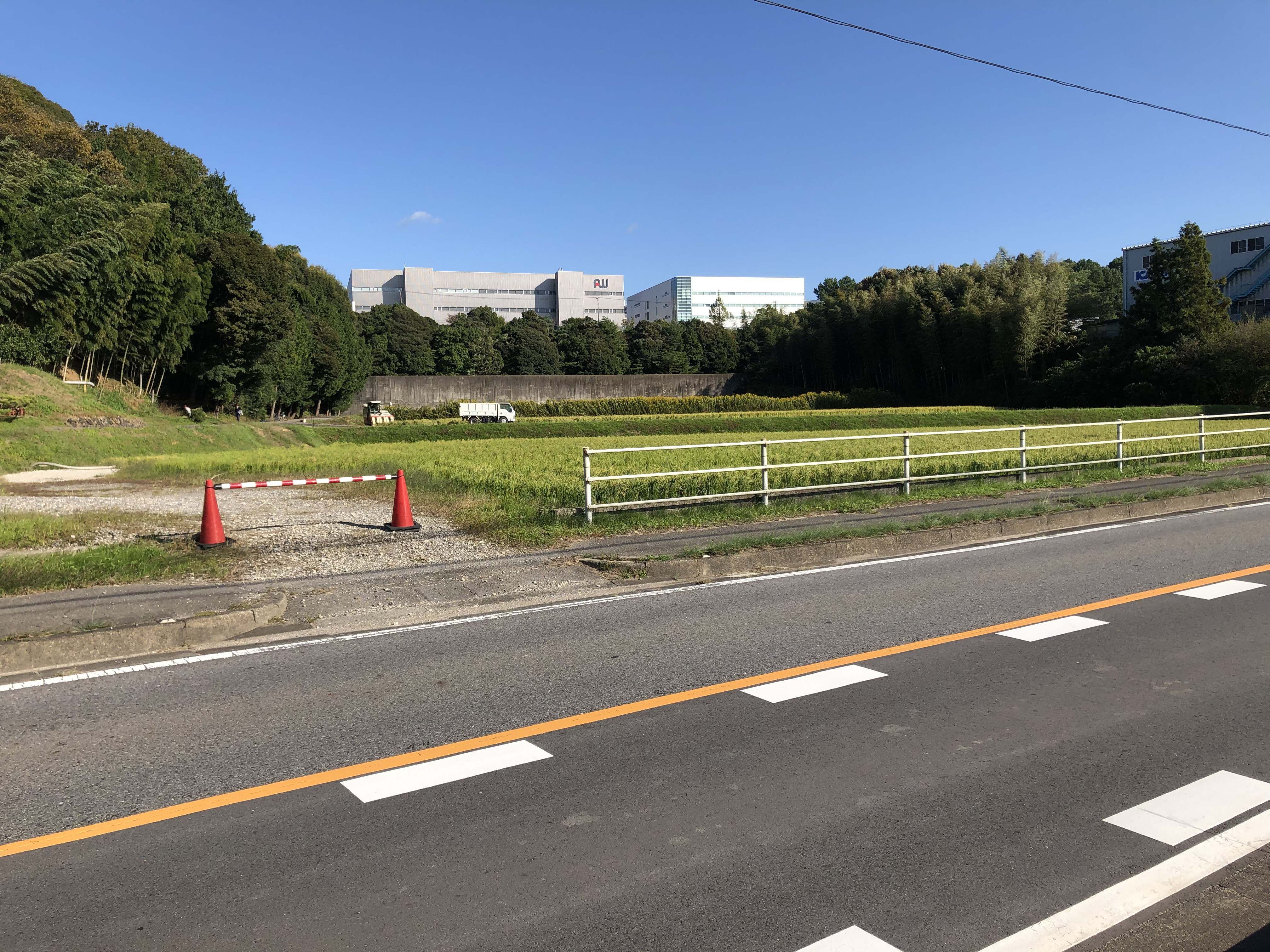
会場への進入路として建設された市道岡藤川線。

歴史は1972年（昭和47年）に遡る。この年、トヨタ車体から岡崎市岡町原山の工場建設計画が出され、1977年（昭和52年）までに地主からの用地買収がおおむね終了した。市はそれを受け、1980年（昭和55年）から1984年（昭和59年）にかけて進入路の指導を行い、7億数千万円の起債で市道岡藤川線を建設した。工場建設の条件がすべて整った1985年（昭和60年）夏、岡崎市とトヨタ車体の間で話し合いがもたれ、この用地を市に売却し市制70周年記念博覧会の会場とすることが決定された。
1985年（昭和60年）12月8日、ハクセキレイをモチーフに手塚治虫が描いたマスコットキャラクターが発表される。愛称はその後、公募によって「ピーコ」と名付けられた。
1986年（昭和61年）1月23日、指名競争入札の結果、小原・岡崎工業・栄幹組建設共同企業体が記念博覧会会場造成工事を6億3,600万円で落札した。同年、トヨタ車体が岡町原山に所有する22万3,728.8平方メートルの土地を、市が26億4,364万7,000円で購入することが市議会で承認された。博覧会の愛称は、一般公募による応募総数303件の中から「葵博・岡崎'87」が選ばれた。
開催に先立ち、市はミス・コンテストを企画。1986年（昭和61年）6月15日、市・岡崎商工会議所・中日新聞社の共催により、「ミス葵博」の公開コンテストが開かれた。コンテストには県内の18～24歳の女性133人が参加。4次審査まで行われ、御津町（現・豊川市）のY、岡崎市松本町のN、知立市新富のKの3人が栄冠に輝いた。

### 開幕
1987年（昭和62年）3月20日、岡崎市竜美丘会館で前夜祭が開催。3月21日、開会式が開催。清和会の領袖であった安倍晋太郎は両日舞台に上がり、祝辞を述べた。会期中、ラジオ番組の生中継やテレビ局の公開録画、音楽家の演奏などが多数行われた（後述）。会場のひとつであるおかざき世界子ども美術博物館では「近代絵画の流れを探って―世界の巨匠展」と「北斎・広重の版画展」が開かれ、ルノワール、ミレー、ピカソらの作品が展示された。5月17日、閉幕。
同年6月4日、岡崎市制70周年記念事業実行委員会の総会で、葵博の収入は市の受託金、出展料、入場料など計25億8千万円、支出は会場費、広告宣伝費など計21億8千万円で、差し引き4億円の黒字であることが報告された。
これを受けて実行委員会は関係者のハワイ慰安旅行を計画。当初の計画では、メンバーは実行委員会事務局長の石原武建設部長はじめ、事務局の課長補佐級以上の幹部職員7人と10人のキャンペーンレディー、事務局に出向していた岡崎商工会議所の職員など計23人。一人約20万円の旅行費は葵博経費の総務費から支出し、慰労と日光東照宮のレプリカを出展したハワイ在住の実業家、ジャック・ウジモリへの答礼が旅行目的とされた。ところが市民の間から「答礼なら少人数でいいはず」「ボランティアで力を貸した人もいるのに特定の人を慰労するのはおかしい」と批判の声が上がり、6月18日、実行委員会は旅行を市幹部7人に絞ることに決めた。
閉幕後、市はトヨタ車体から会場用として購入した土地を愛知県企業庁に55億286万5,000円で売却した。同庁はこれを「岡崎葵工業団地」として造成。1996年（平成8年）夏、アイシン・エィ・ダブリュ（現・アイシン）がそのうち最大区画の土地を県から購入。同社岡崎工場が建設された。

## 会場、展示物

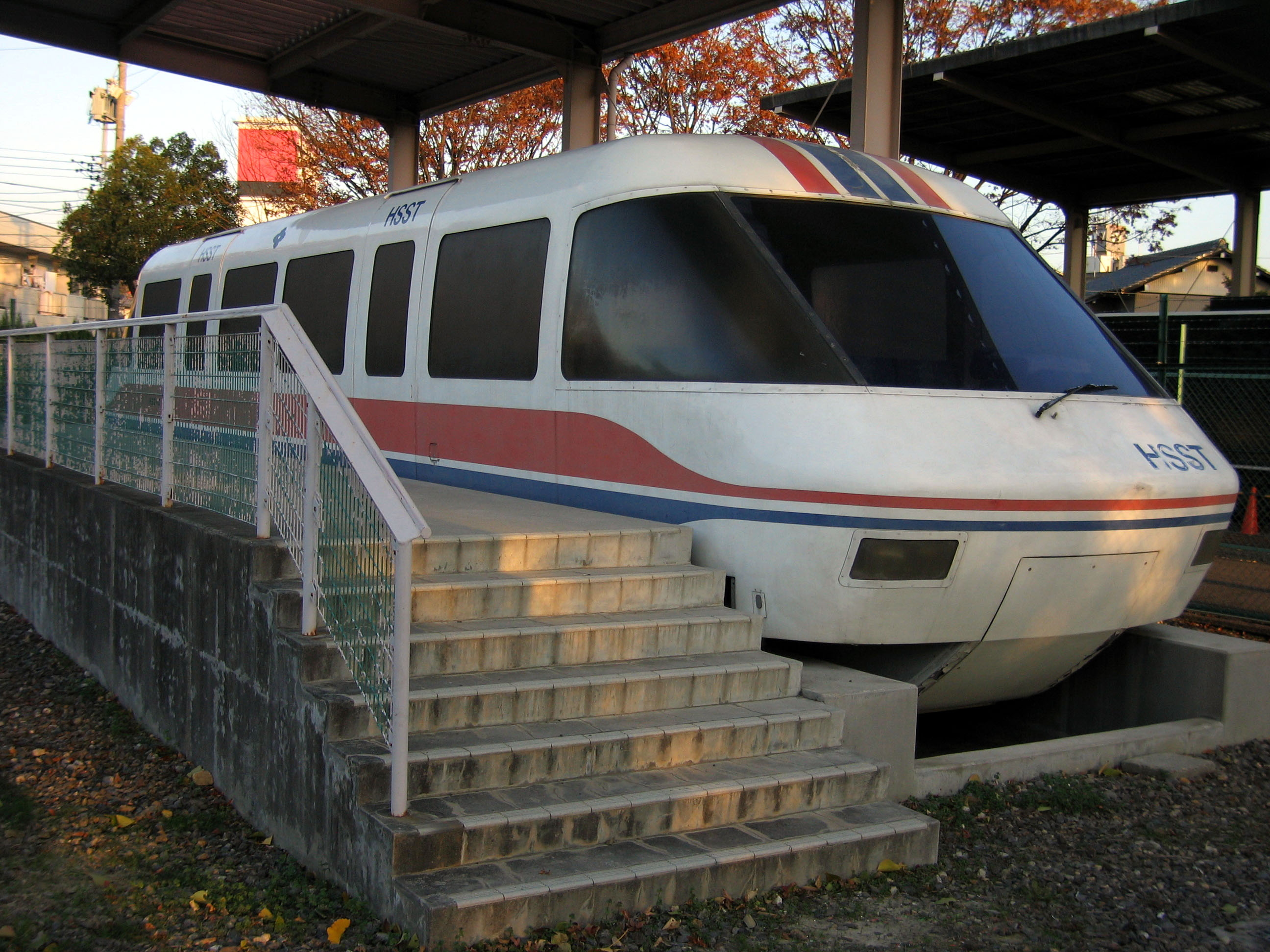
岡崎市の南公園で保存されるHSST-03

岡町原山が第1会場、岡崎地域文化広場が第2会場、岡崎公園が第3会場とされた。
2056年の岡崎市を描いたアニメーションの短編作品が製作されたり、日光東照宮の10分の1スケールの精密な模型（五重塔や陽明門ほか）が展示されたり、岡崎公園から伊賀川堤防まで磁気浮上式鉄道HSSTが運転されたりした。磁気浮上式鉄道は博覧会の終了後、1990年（平成2年）8月31日まで約180mの軌道上を運行した後、岡崎市南公園に移され、保存展示されている。

## 主なイベント
内容は当時の広報紙に拠った。
| 月日    | イベント内容                                         | 出演者                                                   |
| ------- | ---------------------------------------------------- | -------------------------------------------------------- |
| 3月21日 | 山下洋輔&スペシャル葵オーケストラ                    | 山下洋輔                                                 |
| 3月29日 | 中京テレビ生中継「ライブらいく岡崎・葵姫コンテスト」 | 司会：上岡龍太郎                                         |
| 4月2日  | CBC公開録画「天才クイズ」                            | 司会：斉藤ゆう子                                         |
| 4月4日  | CBC公開録画「歌で見せます！葵博」                    | 芳本美代子、山瀬まみ、酒井法子                           |
| 4月5日  | FM愛知公開録音「サウンド・オン・セレクション」       | ケント・デリカット                                       |
| 4月8日  | ミュージック・フェスティバル '87                     | THE GOOD-BYE                                             |
| 4月12日 | 東海テレビ公開録画「決定！カラオケ花のグランプリ」   | 司会：六代目 三遊亭円楽（当時、楽太郎） ゲスト：小林幸子 |
| 4月15日 | 落語                                                 | 二代目 三遊亭圓丈                                        |
| 4月16日 | 東海ラジオ生中継「ぶっつけワイド」                   | 司会：松原敬生、蟹江篤子                                 |
| 4月20日 | CBCラジオ「花のコンパニオン のどくらべPR合戦」       |                                                          |
| 4月25日 | 懐かしのグループサウンズ・コンサート                 | ザ・ワイルドワンズ                                       |
| 4月29日 | 中部電力ラブリーススプリングショー                   | 宮崎萬純&スクールメイツ                                  |
| 4月30日 | ラテンミュージックショー                             | トリオ・ロス・チカノス                                   |
| 5月2日  | ジャズスペシャルナイト 渡辺香津美MOBO-Ⅲ              | 渡辺香津美、向井滋春、梅津和時                           |
| 5月3日  | CBCラジオ公開録音「三菱ドライビングポップス」        | 河合奈保子                                               |
| 5月3日  | パリ・ダカール・ラリー・トーク                       | 夏木陽介、篠塚建次郎                                     |
| 5月4日  | おかざき世界子ども美術博物館テーマソング発表会       | 冨田勲                                                   |
| 5月5日  | コロコロ東海ファミコンチャンプ大会                   | 高橋名人                                                 |
| 5月5日  | 東邦ガス・ギネスに挑戦                               | 司会：おぼん・こぼん、ゲスト：石野陽子                   |
| 5月15日 | ジャズスペシャルⅠ                                    | 坂田明カルテット、佐藤允彦トリオ                         |
| 5月16日 | ジャズスペシャルⅡ                                    | 阿川泰子・宮沢昭オールスターズ                           |